# Brandyn Thompson
Brandyn Thompson (Elk Grove, 30 ottobre 1989) è un giocatore di football americano statunitense che gioca nel ruolo di cornerback e attualmente è free agent. Fu scelto nel corso del settimo giro (213º assoluto) del Draft NFL 2011 dai Washington Redskins. Al college ha giocato a football alla Boise State University.

## Carriera professionistica

### Washington Redskins
Thompson fu scelto dai Washington Redskins nel corso del settimo giro del Draft 2011. Nella sua stagione da rookie disputò 6 partite, nessuna come titolare, mettendo a segno 2 tackle. Il 31 agosto 2012 fu svincolato.

### Toronto Argonauts
L'8 marzo 2013, Thompson firmò con i Toronto Argonauts della Canadian Football League. Il 2 maggio 2013 fu svincolato.

## Statistiche
| Partite totali      | 6   |
| Partite da titolare | 0   |
| Tackle              | 2   |
| Sack                | 0,0 |
| Intercetti          | 0   |

Statistiche aggiornate alla stagione 2012